# Acantolisi
L'acantolisi è un fenomeno che si riscontra nel rigonfiamento cutaneo, che consiste nella distruzione dei ponti intercellulari che collegano le cellule dello strato spinoso dell'epidermide. Tali cellule vanno incontro a degenerazione e tendono a staccarsi, creando ammassi nelle cavità formate dall'edema. Si distinguono una acantolisi alta (o subcornea) ed una acantolisi bassa (o sovrabasale) in virtù dello strato epidermico interessato.

## Patologie correlate
Fra le varie patologie dove si presenta l'acantolisi si osserva:
- Pemfigo volgare,[2]
- Malattia di Darier[3]
- Malattia di Paget nella variante cosiddetta "anaplastica".[4]